# Lista siturilor arheologice din județul Vrancea - B
Lista siturilor arheologice din județul Vrancea - B conține toate siturile arheologice din județul Vrancea înscrise în Repertoriul Arheologic Național (RAN) și aflate în localități al căror nume începe cu litera B. RAN este administrat de Ministerul Culturii și Patrimoniului Național și cuprinde date științifice, cartografice, topografice, imagini și planuri, precum și orice alte informații privitoare la zonele cu potențial arheologic, studiate sau nu, încă existente sau dispărute.
Puteți căuta un sit din localitățile care încep cu litera B folosind formularul de mai jos sau puteți naviga prin toate siturile din județ la Lista siturilor arheologice din județul Vrancea.
| Cod RAN                                   | Denumire | Localitate                      | Adresă            | Datare                                  | Descoperit | Coordonate                                    | Imagine           | Erori            |
| ----------------------------------------- | --- | ------------------------------- | ----------------- | --------------------------------------- | ---------- | --------------------------------------------- | ----------------- | ---------------- |
| 178705.01.01 (Cod LMI: VN-I-m-B-06355.01) | Situl arheologic de la Beciu / ansamblu anonim (Categorie: locuire) (Tip: Așezare)                                                                                               | sat Beciu, comuna Vârteșcoiu    |                   |                                         |            |                                               | Încărcați imagine | Raportați eroare |
| 178705.01.02 (Cod LMI: VN-I-m-B-06355.02) | Situl arheologic de la Beciu / ansamblu anonim (Categorie: locuire) (Tip: Așezare)                                                                                               | sat Beciu, comuna Vârteșcoiu    |                   |                                         |            |                                               | Încărcați imagine | Raportați eroare |
| 178705.02.01                              | Situl arheologic de la Beciu - "Cariera de argilă" / ansamblu anonim (Categorie: locuire) (Tip: Necropolă de inhumație)                                                          | sat Beciu, comuna Vârteșcoiu    | Cariera de argilă | sec. XI - XIII                          | 1986       |                                               | Încărcați imagine | Raportați eroare |
| 178705.02.02                              | Situl arheologic de la Beciu - "Cariera de argilă" / ansamblu anonim (Categorie: locuire) (Tip: Așezare)                                                                         | sat Beciu, comuna Vârteșcoiu    | Cariera de argilă | Monteoru - IC4, IC2, IIa, Iib           | 1986       |                                               | Încărcați imagine | Raportați eroare |
| 178705.02.03                              | Situl arheologic de la Beciu - "Cariera de argilă" / ansamblu anonim (Categorie: locuire) (Tip: Așezare)                                                                         | sat Beciu, comuna Vârteșcoiu    | Cariera de argilă |                                         | 1986       |                                               | Încărcați imagine | Raportați eroare |
| 175448.03.01 (Cod LMI: VN-II-m-A-06499)   | Ansamblul sitului medieval al fostei mănăstiri Bordești-Dealul Străjii / ansamblu Biserica "Adormirea Maicii Domnului" (Categorie: structură de cult/religioasă) (Tip: biserică) | sat Bordești, comuna Bordești   | Dealul Străjii    | 1698-1699                               | 1991       | 45°32′59″N 27°02′10″E / 45.54972°N 27.03611°E | Încărcați imagine | Raportați eroare |
| 175448.03.02 (Cod LMI: VN-II-m-A-06499)   | Ansamblul sitului medieval al fostei mănăstiri Bordești-Dealul Străjii / ansamblu anonim (Categorie: structură de cult/religioasă) (Tip: Chilie)                                 | sat Bordești, comuna Bordești   | Dealul Străjii    | sec. XVIII-1856                         | 1991       | 45°32′59″N 27°02′10″E / 45.54972°N 27.03611°E | Încărcați imagine | Raportați eroare |
| 175215.01.01 (Cod LMI: VN-I-m-B-06348.02) | Situl arheologic de la Bălești / ansamblu anonim (Categorie: locuire civilă) (Tip: Așezare)                                                                                      | sat Bălești, comuna Bălești     | Movila            |                                         |            |                                               | Încărcați imagine | Raportați eroare |
| 175215.01.02 (Cod LMI: VN-I-m-B-06348.01) | Situl arheologic de la Bălești / ansamblu anonim (Categorie: locuire civilă) (Tip: Așezare)                                                                                      | sat Bălești, comuna Bălești     | Movila            | Basarabi                                |            |                                               | Încărcați imagine | Raportați eroare |
| 178206.01.01 (Cod LMI: VN-I-s-B-06349)    | Așezarea medievală de la Bătinești - "Igești" / ansamblu anonim (Categorie: locuire civilă) (Tip: Așezare)                                                                       | sat Bătinești, comuna Țifești   | Igești            | sec. XIV - XVIII                        |            |                                               | Încărcați imagine | Raportați eroare |
| 178206.02.01 (Cod LMI: VN-I-s-B-06350)    | Necropola medievală de la Bătinești - "Magazin sătesc" / ansamblu anonim (Categorie: descoperire funerară) (Tip: Necropolă)                                                      | sat Bătinești, comuna Țifești   | Magazin sătesc    | sec. XIV - XVIII                        |            |                                               | Încărcați imagine | Raportați eroare |
| 175288.01.01 (Cod LMI: VN-I-s-B-06356)    | Așezarea Cucuteni de la Bichești - "Dealul Pietroasa" / ansamblu anonim (Categorie: locuire civilă) (Tip: Așezare)                                                               | sat Bichești, comuna Boghești   | Dealul Pietroasa  | Cucuteni                                |            |                                               | Încărcați imagine | Raportați eroare |
| 175233.01.01 (Cod LMI: VN-I-s-A-06351)    | Necropola hallstattiană de la Bârsești - "Lacul Dumbrăvii" / ansamblu Necropola tumulară de incinerație (Categorie: descoperire funerară) (Tip: Necropolă)                       | sat Bârsești, comuna Bârsești   | Lacul Dumbrăvii   | Ferigile - Bârsești sec. VI - V a. Chr. |            |                                               | Încărcați imagine | Raportați eroare |
| 175233.02.01 (Cod LMI: VN-I-s-B-06352)    | Așezarea Starcevo-Criș de la Bârsești - "Gogoi" / ansamblu anonim (Categorie: locuire civilă) (Tip: Așezare)                                                                     | sat Bârsești, comuna Bârsești   | Gogoi             | Starčevo - Criș                         |            |                                               | Încărcați imagine | Raportați eroare |
| 175233.03.01 (Cod LMI: VN-I-s-B-06353)    | Așezarea Latene de la Bârsești -"Podul Vâlcelei" / ansamblu anonim (Categorie: locuire civilă) (Tip: Așezare)                                                                    | sat Bârsești, comuna Bârsești   | Podul Vâlcelei    | carpică sec. II - III.                  |            |                                               | Încărcați imagine | Raportați eroare |
| 175233.04.01 (Cod LMI: VN-I-s-B-06354)    | Așezarea Latene de la Bârsești - "Varnița" / ansamblu anonim (Categorie: locuire civilă) (Tip: Așezare)                                                                          | sat Bârsești, comuna Bârsești   | Varnița           | carpică sec. II - III                   |            |                                               | Încărcați imagine | Raportați eroare |
| 175377.01.02 (Cod LMI: VN-I-s-B-06357)    | Situl arheologic de la Bolotești / ansamblu anonim (Categorie: descoperire funerară) (Tip: necropola tumulară)                                                                   | sat Bolotești, comuna Bolotești |                   |                                         |            |                                               | Încărcați imagine | Raportați eroare |
| 175377.01.03 (Cod LMI: VN-I-s-B-06357)    | Situl arheologic de la Bolotești / ansamblu anonim (Categorie: descoperire funerară) (Tip: așezare)                                                                              | sat Bolotești, comuna Bolotești |                   | Boian - Bolintineanu                    |            |                                               | Încărcați imagine | Raportați eroare |
| 175377.01.01 (Cod LMI: VN-I-s-B-06357)    | Situl arheologic de la Bolotești / ansamblu anonim (Categorie: descoperire funerară) (Tip: Necropolă tumulară)                                                                   | sat Bolotești, comuna Bolotești |                   | de stepă nord-vest pontică              |            |                                               | Încărcați imagine | Raportați eroare |
| 175769.01.01 (Cod LMI: VN-I-m-B-06358.02) | Situl arheologic de la Bonțești - "La Fântâni" / ansamblu anonim (Categorie: locuire civilă) (Tip: Așezare)                                                                      | sat Bonțești, comuna Cârligele  | La Fântâni        | Cucuteni                                |            |                                               | Încărcați imagine | Raportați eroare |
| 175769.01.02 (Cod LMI: VN-I-m-B-06358.01) | Situl arheologic de la Bonțești - "La Fântâni" / ansamblu anonim (Categorie: locuire civilă) (Tip: Așezare)                                                                      | sat Bonțești, comuna Cârligele  | La Fântâni        | carpică sec. II - III                   |            |                                               | Încărcați imagine | Raportați eroare |
| 175448.01.01 (Cod LMI: VN-I-s-B-06359)    | Așezarea Cucuteni de la Bordești - "Gh. Asanache" / ansamblu anonim (Categorie: locuire civilă) (Tip: Așezare)                                                                   | sat Bordești, comuna Bordești   | Gh. Asanache      | Cucuteni                                |            |                                               | Încărcați imagine | Raportați eroare |
| 175448.02.01 (Cod LMI: VN-I-s-B-06360)    | Așezarea Monteoru de la Bordești / ansamblu anonim (Categorie: locuire civilă) (Tip: Așezare)                                                                                    | sat Bordești, comuna Bordești   |                   | Monteoru                                |            |                                               | Încărcați imagine | Raportați eroare |